# Guzy jajnika hormonalnie czynne

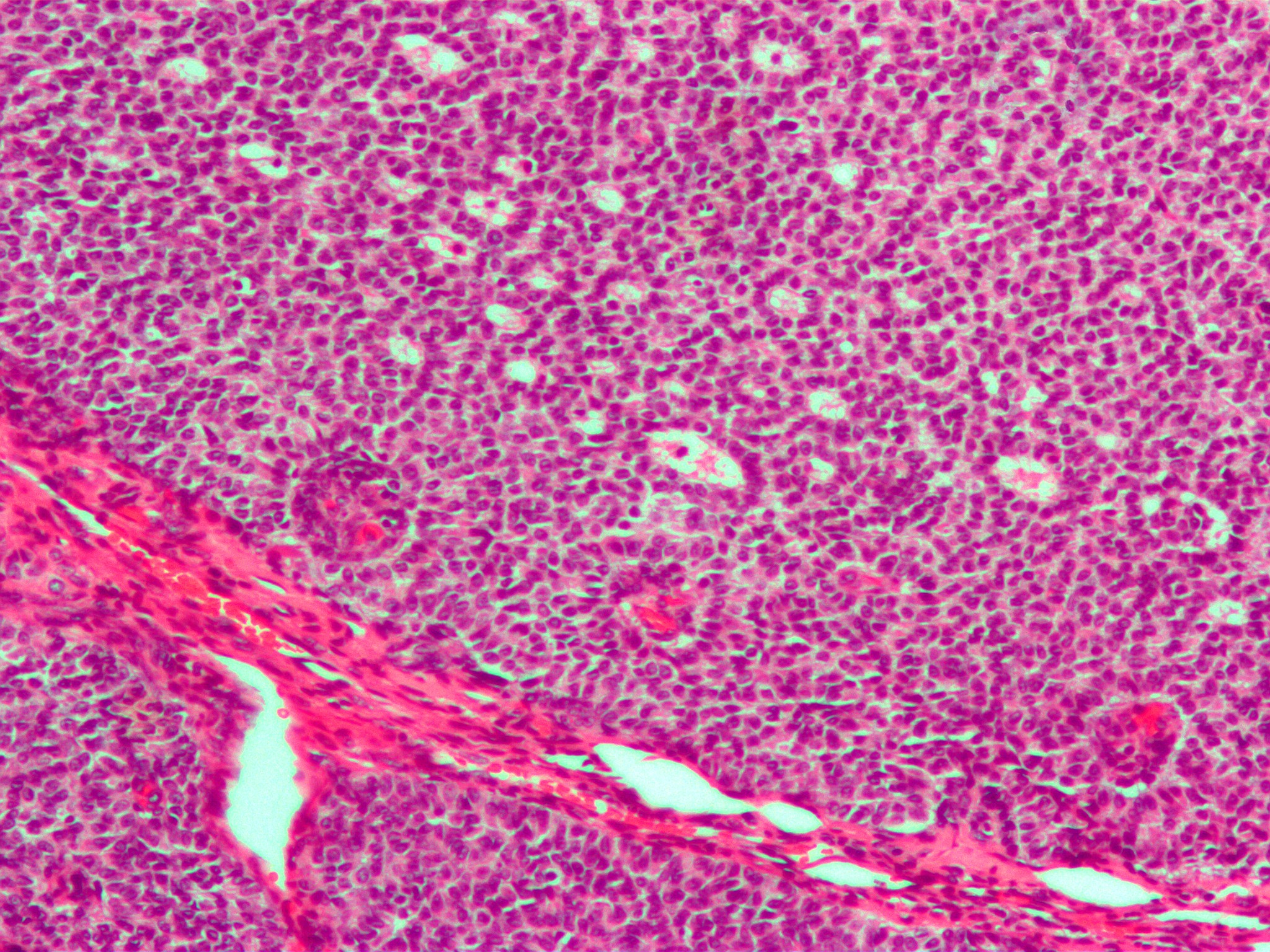
Komórki guza w powiększeniu mikroskopowym

Guzy jajnika hormonalnie czynne – nowotwory wywodzące się z komórek sznurów płciowych lub podścieliska (w odróżnieniu od raka jajnika wywodzącego się z komórek nabłonkowych). Ich przebieg i objawy są związane z nadprodukcją hormonów: androgenów, estrogenów, progesteronu lub kortyzolu.

## Nowotwory jajnika wydzielające głównie estrogeny
- ziarniszczak – nowotwór złośliwy, występuje głównie w okresie postmenopauzalnym. Cecha patomorfologiczna: ciałka Call-Exnera.
- otoczkowiak – nowotwór łagodny
- guzy sznurów płciowych z pierścieniowatymi kanalikami (SCTAT – sex-cord tumors with annular tubules)

Stanowią 99% wszystkich guzów hormonalnie czynnych jajnika. Główne objawy związane są z miejscowym wzrostem guza to bóle brzucha, ból w okolicy krzyża, wzdęcie, dysuria, dyspareunia.

## Nowotwory jajnika wydzielające głównie androgeny
- guzy z komórek Sertolego i Leydiga (jądrzak)
- szkliwiejący guz podścieliska (sclerosing stromal tumor)
- gynandroblastoma
- guzy produkujące steroidy (steroid cell tumors)

Stanowią około 1% wszystkich guzów hormonalnie czynnych jajnika i przebiegają z objawami maskulinizacji: hirsutyzmem, łojotokiem, trądzikiem, łysieniem typu męskiego (skroniowym).

## Diagnostyka
- określenie  poziomu poszczególnych hormonów
- diagnostyka obrazowa, zwłaszcza USG przezpochwowe

## Leczenie
Podstawową i jedyną skuteczną metodą leczenia jest zabieg operacyjny.

Przeczytaj ostrzeżenie dotyczące informacji medycznych i pokrewnych zamieszczonych w Wikipedii.